# Gyál
Gyál város Pest vármegyében, a budapesti agglomerációban, a Gyáli járás központja.

## Fekvése
A Pesti-hordalékkúpsíkságon, Budapesttől délkeletre, közvetlenül a főváros határában elhelyezkedő település.

## Megközelítése
Autóval legegyszerűbben az M5-ös autópálya 21-es kilométerénél (közvetlenül az M0-s autóúttal képzett csomópontja mellett) található kijáratról (Alsónémedi–Gyál-csomópont) letérve érhető el; innen a 4602-es út vezet a városba. Az M0-s felől keleti irányból érkezőknek ezzel szemben kézenfekvőbb lehet a Gyál–Pestszentimre-csomópontnál letérni: onnan a 4601-es úton érhető el Gyál belvárosa; ez utóbbi út egyben a település főutcája is.
Vonattal a 142-es számú Budapest–Kecskemét-vasútvonalon közelíthető meg, amelyen egy állomás (Gyál) és egy megálló (Gyál felső) található a város területén.

## Története
Gyál város területe már a 13. század végén lakott volt, erről egy 1293. augusztus 21-én kelt okirat is tanúskodik. III. András király döntése alapján ekkor került az okmányra a helység neve, akkor Gayul alakban írva. Templomát 1324-ben említi először egy oklevél. Károly Róbert 1324. január 21-én írt oklevele a területen Szent György tiszteletére emelt templomról tesz említést.
A falu az 1500-as években már puszta volt. A törökök kiűzése után Alsónémedihez csatolták. A terület a Rákóczi-szabadságharc bukása után került a Károlyi grófok tulajdonába.
A 19. század végén a terület felértékelődött, itt volt ugyanis a főváros felé az alföldi szarvasmarha felhajtás útvonalának egyik utolsó állomása. A hatalmas kiterjedésű homokvidék szőlőültetvénnyel való betelepítése a fejlődés következő szakasza. Ebben jelentős szerepet játszott, hogy az 1889-ben megépült vasútvonal a községen haladt át, s a település fejlődésére való tekintettel két vasúti megállót is kiépített itt a vasúttársaság.
A századforduló idején alig pár száz lakosú község a 20. század eleji parcellázások nyomán nőtt többezresre. Gróf Károlyi László 1932-ben 334 holdat parcelláztatott fel, dr. Dőri Ferenc és Jálics Kálmán birtokaikból ugyancsak jelentős területeket osztottak fel. A három akciót a képviselő-testület összevonta, s kimondta: az új területekből „egy különálló község létesíttessék Gyál-pusztai központtal”.
Az uradalmi cselédség mellett megjelentek a fővárosból kikívánkozó polgárok is. A jó levegő, a ligetes táj, strandfürdők, vendéglők, kulturális és sportesemények szolgáltak alapul az élénk polgári élet, a hangulatos község kialakulásához.
Bár az Alsónémeditől önállósodás már 1935-től szerepelt a helyhatóság programjában, a háború közbeszólt, s csak annak vége után, 1944. december 27-ei első határozatában nyilvánította a települést a Nemzeti Bizottság önálló községgé. Ekkor már több mint háromezren lakták a községet, önálló postahivatala, távbeszélő- és vasútállomása volt.
A második világháborúban a front a település közelében volt. Hol a németek, hol a szovjetek foglalták el. A háború után alakult a község lelkészsége (1945-ben). Ekkor hozták létre a templomépítő bizottságot is, a háborúban ugyanis az uradalmi kápolnák elpusztultak. 1948-ban egy vendéglőt alakítottak át kápolnává, később tornyot és sekrestyét építettek hozzá. Igazi temploma a községnek 1983-ig nem volt.
Az 50-es évektől kezdve, amikor a mezőgazdaság átalakítása következtében a népesség nagy része a fővárosi gyárakban talált munkát, Gyál lélekszáma is rohamosan emelkedett. A rendkívüli mértékű és ütemű betelepülés készületlenül érte a községet: az infrastrukturális hiányok felszámolása, a közösséggé formálódás nehézségei voltak napirenden a következő évtizedekben.
A hetvenes évektől kezdődően a foglalkoztatási lehetőségek jelentős bővülése jellemezte a nagyközségi rangot elért Gyált, ekkor vált meghatározóvá az ipari üzemek Budapestről történő kitelepülése. Ez jelentősen növelte Gyál térségi szerepét is. A térség dinamikus fejlődésének ma is szilárd alapját jelentik az akkor betelepült üzemek, bár időközben lényeges minőségi változások is megfigyelhetőek e területen.
1997. július 1-jén a köztársasági elnök várossá nyilvánította. Ezt minden nyár utolsó szombatján szabadtéri programokkal ünnepli a lakosság.

## Címere
A háromszögű pajzs két részre osztott. A felső, vörös mezőben páncélos vitéz, Szent György látható, ahogy legyőzi a sárkányt. Ez elsősorban a település középkori múltjára utal. Az alsó, aranyszínű mezőben egy szőlőfürtöt és két akácágat láthatunk; ezek arra utalnak, hogy ebben az időben a helyiek főleg mezőgazdaságból éltek a „gyáli homokon”. Gyált korábban „Gyál-szőlőnek” és „Gyál-ligetnek” hívták; a címer alsó része erre is utal.

## Jelene
A kilencvenes évek elejétől jelentek meg a nemzetgazdasági szinten is jelentős beruházások. Az autópályák közelsége miatt a városba települtek nagyobb üzemek, logisztikai központok. Napjainkban több száz vállalkozó és gazdasági társaság tevékenykedik az iparban, a kereskedelemben a szolgáltatások széles körét kínálva.
Mára lényegében kiépült a vonzáskörzet lakosságát is kiszolgálni képes intézményhálózat: zeneiskola, szakközépiskola, könyvtár, szakosított orvosi rendelő, gyógyszertárak, térségi vízmű, csatornamű és hulladék kezelő vállalat működik. A városban a teljes közművesítés (villany, gáz, ivóvíz, szennyvíz, telefon, internet) megtörtént. Az elkövetkezendő években a közutak szilárddá tétele, a csapadékelvezetők kiépítése és a járdaépítés fog az önkormányzatnak komoly feladatot adni.
A lakosoknak korábban Dabasra kellett járni, ha igazolványaikat meg kellett újítani. Ma már itt is megtalálható a területi okmányiroda és gyámhivatal. A közbiztonság erősítését magasabb szintű rendőrőrs és polgárőrség biztosítja, valamint önkéntes tűzoltó raj is készenlétben áll. Gyál a környező településeket összefogó járás központja. Itt működik továbbá a környező településeket kiszolgáló egészségügyi ügyeleti szolgálat is.

### Itt működő fontosabb vállalatok
- FCC Magyarország Kft. – térségi szemétlerakó és feldolgozó
- Eisberg Kft. – zöldségfeldolgozó
- HOPI Hungária Logisztikai Kft.
- Havi Logistics Kft. (korábban Hungarorak Kft.) – a McDonald’s logisztikai központja
- Prologis logisztikai központ
- Tesco logisztikai központ
- Szálka'86 Kft. - Épületasztalos-ipari termékek gyártása és kereskedelme
- Galopp Major Kft.
- Geszterédi Kft.
- Agroplast
- Flextronics International Kft.
- Profi Bolt Kft.
- ADR Logistics Kft.

### Legfontosabb oktatási és pedagógiai intézmények
- Bartók Béla Óvoda
- Eötvös József Szakképzőiskola
- Ady Endre Általános Iskola
- Bartók Béla Általános Iskola
- Kodály Zoltán Zeneiskola
- Zrínyi Miklós Általános Iskola
- Liliom Óvoda
- Tátika Óvoda
- Tulipán Óvoda
- Klapka utcai Bölcsőde
- Kertváros Gyáli Kistérség Nevelési Tanácsadó és Logopédiai Szakszolgálat

## Politika

### Polgármesterei
| Terminus  | Név            | Jelölő szervezet(ek)    | Megjegyzés |
| --------- | -------------- | ----------------------- | ---------- |
| 1990–1994 | Gyimesi István | Fidesz                  |            |
| 1994–1998 | Gyimesi István | Fidesz-MDF-KDNP-LPSZ–VP |            |
| 1998–2002 | Gyimesi István | Fidesz-MDF-KDNP         |            |
| 2002–2006 | Gyimesi István | Fidesz-MDF-KDNP         |            |
| 2006–2010 | Gyimesi István | Fidesz–KDNP–VP          |            |
| 2010–2014 | Pápai Mihály   | Fidesz–KDNP             |            |
| 2014–2019 | Pápai Mihály   | Fidesz–KDNP             |            |
| 2019–2024 | Pápai Mihály   | Fidesz–KDNP             |            |
| 2024–     | Pápai Mihály   | Fidesz–KDNP             |            |

### A 2024-es önkormányzati választás eredménye
- A polgármester-választás eredménye[11]

| Jelölt neve           | Jelölő szervezet(ek) | Jelölő szervezet(ek) | Szavazatok száma | Szavazatok aránya |
| --------------------- | -------------------- | -------------------- | ---------------- | ----------------- |
| Pápai Mihály          |                      | Fidesz – KDNP        | 5208             | 56,6%             |
| Magyar Péter          |                      | Független            | 2987             | 32,46%            |
| Bánfalvi Csaba László |                      | Mi Hazánk            | 1007             | 10,94%            |
| Összesen              |                      |                      | 9202             | 100%              |

- A képviselőtestület-választás eredménye[12]

| Párt | Párt                 | Mandátumok | Képviselő-testület | Képviselő-testület | Képviselő-testület | Képviselő-testület | Képviselő-testület | Képviselő-testület | Képviselő-testület | Képviselő-testület | Képviselő-testület |
| ---- | -------------------- | ---------- | ------------------ | ------------------ | ------------------ | ------------------ | ------------------ | ------------------ | ------------------ | ------------------ | ------------------ |
|      | Fidesz – KDNP        | 9          | P                  |                    |                    |                    |                    |                    |                    |                    |                    |
|      | DK – MSZP – Momentum | 2          |                    |                    |                    |                    |                    |                    |                    |                    |                    |
|      | Mi Hazánk            | 1          |                    |                    |                    |                    |                    |                    |                    |                    |                    |

## Népesség
A település népességének változása:
| Lakosok száma | 22 709 | 22 886 | 24 193 | 23 949 | 24 463 | 24 376 |
|               | 2013   | 2014   | 2021   | 2022   | 2023   | 2024   |

A 2011-es népszámlálás során a lakosok 84,4%-a magyarnak, 1,7% cigánynak, 0,7% németnek, 1% románnak mondta magát (15,4% nem nyilatkozott; a kettős identitások miatt a végösszeg nagyobb lehet 100%-nál). A vallási megoszlás a következő volt: római katolikus 26,8%, református 11,9%, evangélikus 0,9%, görögkatolikus 1,3%, felekezeten kívüli 23,1% (33,3% nem nyilatkozott).
2022-ben a lakosság 88,8%-a vallotta magát magyarnak, 0,8% cigánynak, 0,5% németnek, 0,4% románnak, 0,3% ukránnak, 0,1-0,1% szerbnek, horvátnak, görögnek, ruszinnak és örménynek, 3,9% egyéb, nem hazai nemzetiségűnek (11% nem nyilatkozott; a kettős identitások miatt a végösszeg nagyobb lehet 100%-nál). Vallásuk szerint 20% volt római katolikus, 9,6% református, 1,3% görög katolikus, 0,8% evangélikus, 0,1% izraelita, 0,1% ortodox, 2,1% egyéb keresztény, 0,8% egyéb katolikus, 19% felekezeten kívüli (45,9% nem válaszolt).

## Híres gyáliak
- Dóka Attila (1977. március 9. –) dalszerző, gitáros-énekes, programozó-üzletember.
- Dóka Péter (1974 –) író
- Takaró Károly - református püspök, dandártábornok
- Janicsák István - előadóművész, zenész, dalszövegíró

## Látnivalók

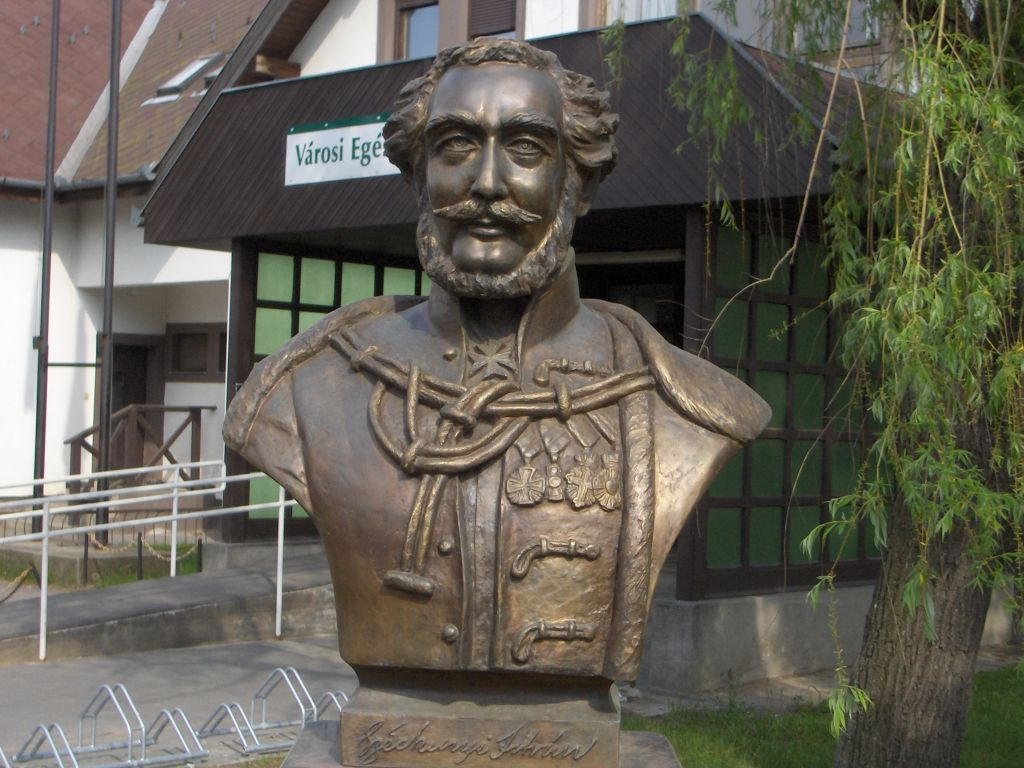
Gyál, Széchenyi-szobor. Az alkotást Barth Károly szobrászművész ajándékozta a városnak 2005-ben

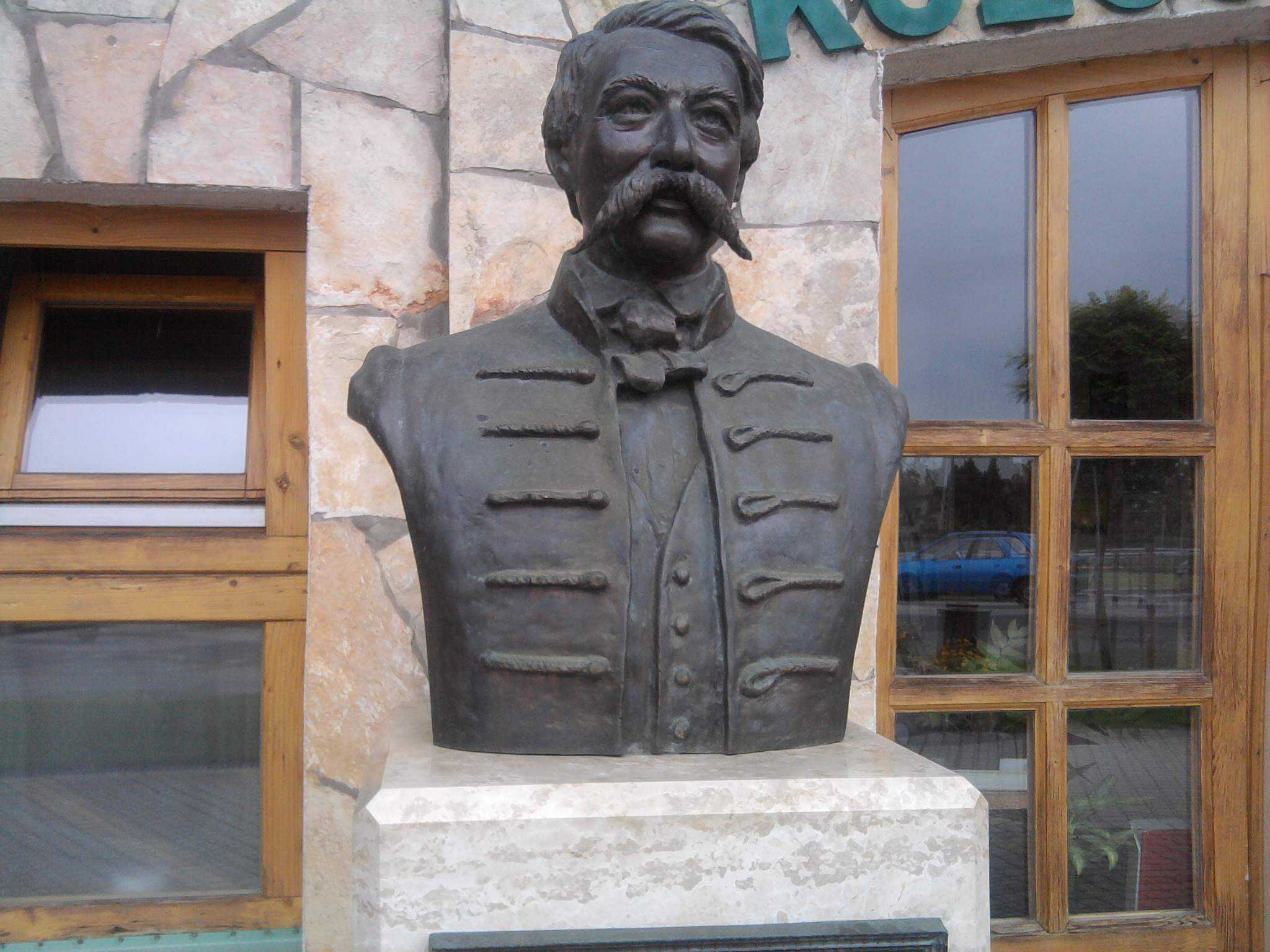
Gyál, Arany János-szobor. A szobrot Barthné Mezőfi M. Ilona szobrászművész ajándékozta a városnak 2006-ban.

- Katolikus templom (1983 – tervezte: Perczel Dénes ) (Szent István út)
- Református templom (1994 – tervezte: Jakab Zoltán)
- Millenniumi park (Kőrösi út)
- Arany János Közösségi Ház és Városi Könyvtár (2002 – tervezte: Taba Benő) (Kőrösi út)
- Arany János-szobor (az Arany János Közösségi Ház és Városi Könyvtár előtt)
- Szent István-szobor (Szent István tér)
- Kopjafa (Szent István tér)
- Kálvin-szobor (2001 – Barth Károly alkotása) (Kálvin tér)
- Széchenyi István-szobor (Kőrösi út-József Attila utca sarok)
- Trianon-emlékmű (a városközpontban)[15]

## Közbiztonság

### Fegy Polgárőr és Tűzoltó Egyesület Gyál
A gyáli Faluvédő Egyesület (FEGY) 1990-ben alakult és azóta folyamatosan működik, az ország egyik legnagyobb múltú polgárőr egyesülete. Célja Gyál város területén közbiztonsági, vagyonbiztonsági, természet- és környezetvédelmi, gyermek- és ifjúságvédelmi feladatok ellátása. 0-24 órás felügyeleti központtal, járőrszolgálattal, riasztós távfelügyelettel és tűzoltósággal áll a gyáli lakosok szolgálatában.

## Testvértelepülése
- Kibéd[16]

## Közlekedése
A város népszerűsége elsősorban a jó közlekedésben, és Budapest közelségében rejlik. Mind egyéni, mind közösségi közlekedési eszközökkel könnyen megközelíthető. A városon belül jó ideig több volt a földút, mind a szilárd közút, azonban 2009-ben a város összes útja szilárd útburkolatot kapott.
Megközelíthető gépjárművel:
- az M5-ös autópályáról, a Gyáli letérő felől (21. km),
- Budapest felől a Pesti vagy a Nagykőrösi útról,
- Vecsés felől az M0-s új szakaszáról vagy a Vecsési út felől.

Közösségi közlekedéssel: 
- vasúton a Budapest–Kecskemét-vasútvonalon (Gyál vasútállomás és Gyál felső megállóhely),
- autóbusszal: 55, 84E, 89E, 94E, 294E, 578, 609.

## Képek

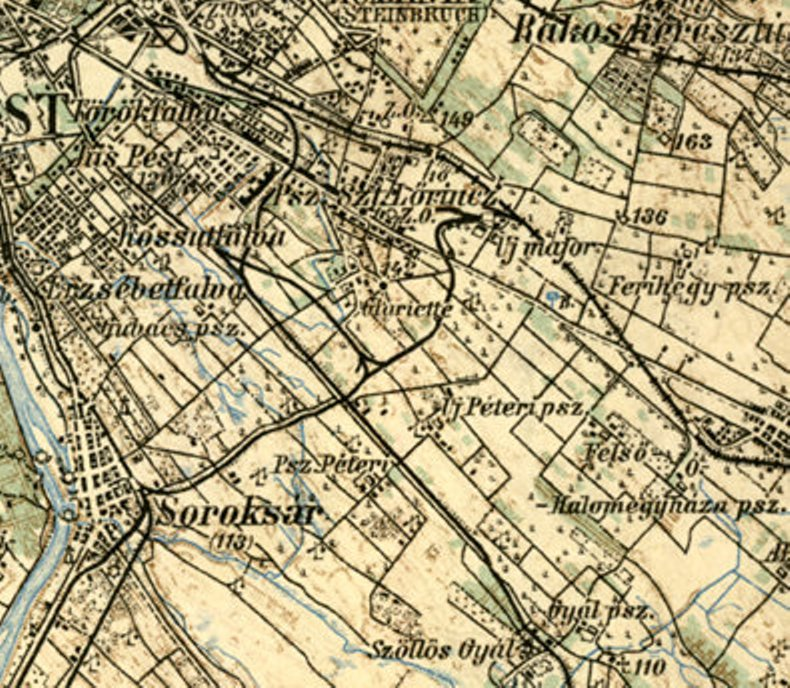
Régi térkép, rajta Gyál
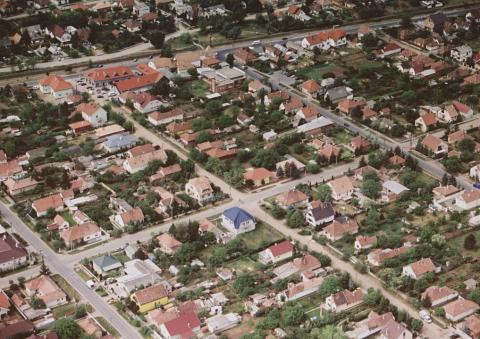
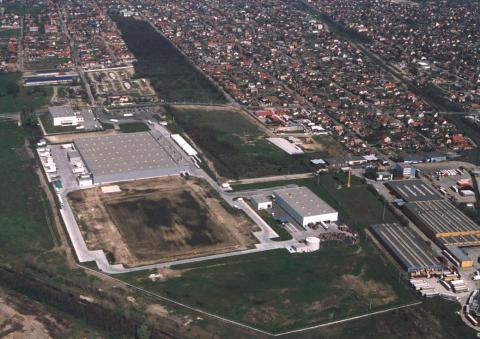
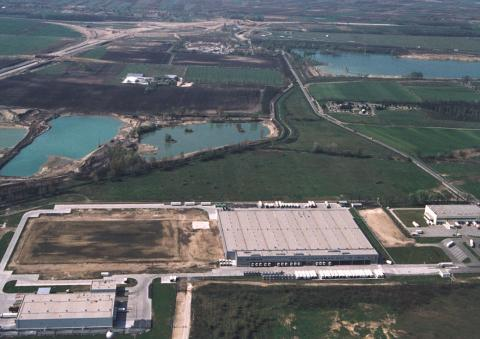
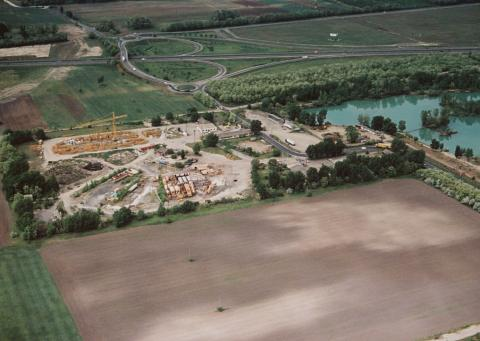
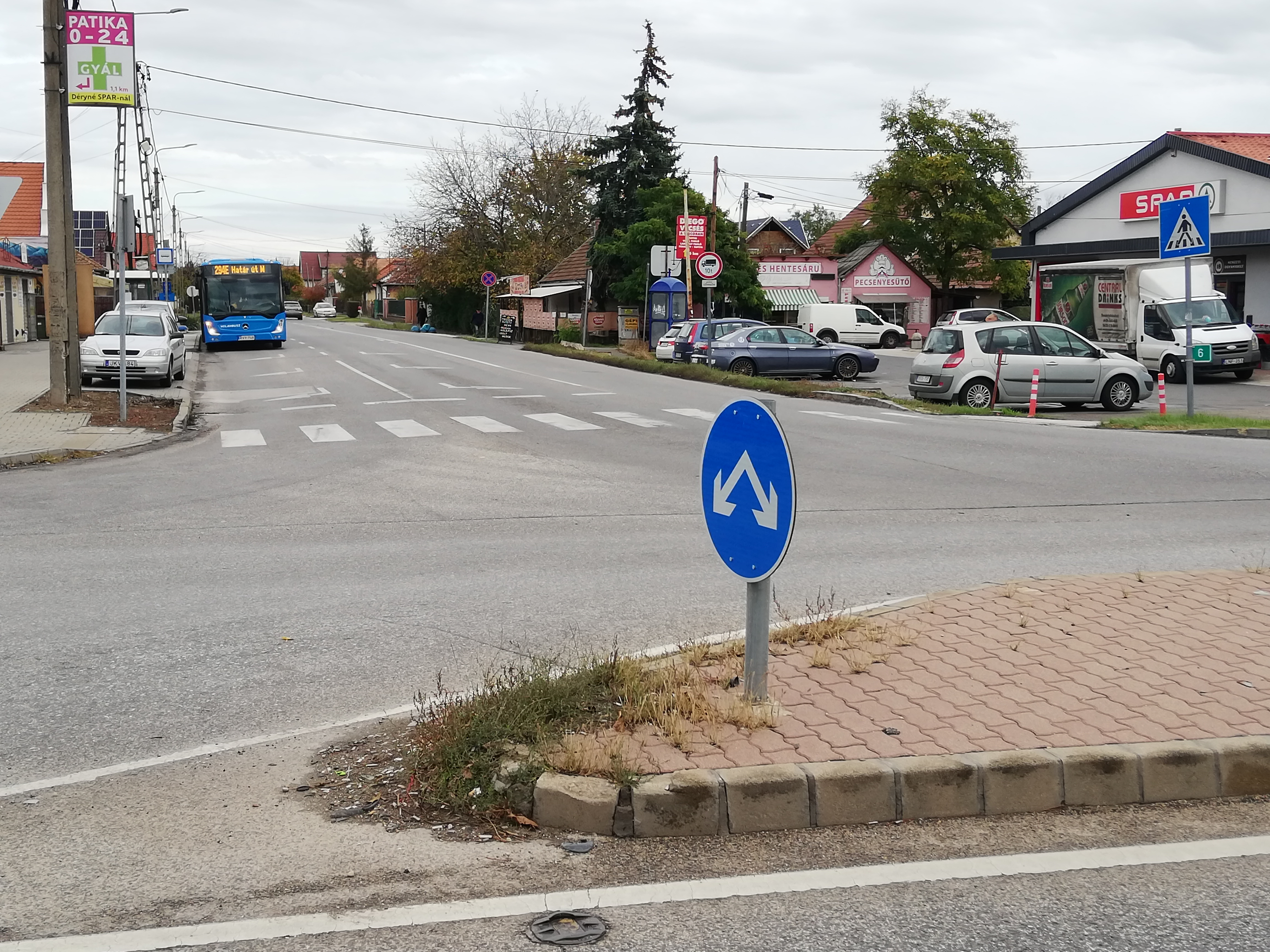
A gyáli főutca vecsési elágazása
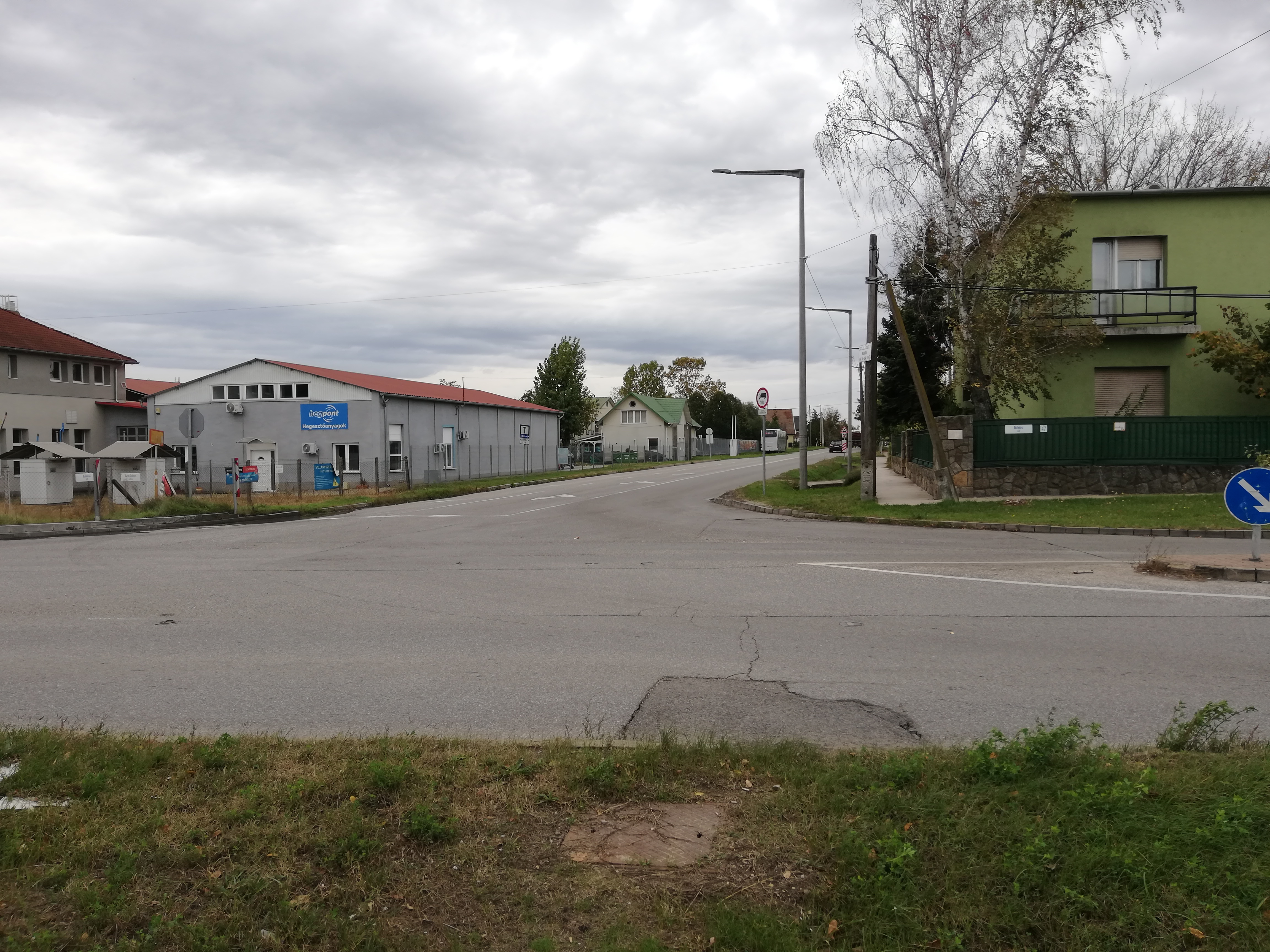
A gyáli főutca alsónémedi elágazása

## Helyi média
- Gyál FM: egy helyi amatőrökből álló csapat 2011. 11. 11-én indította útjára az első gyáli, fiataloknak szóló rádióadót. A rádió egyelőre csak weben érhető el, de rövidtávú programjukban a helyi lakosság kiszolgálása a cél, azaz kisközösségi-FM rádióvá szeretnének válni. Fiatalos, dinamikus és lendületes stílusával, alig 6 hónap alatt az egyik legelismertebb magyarországi webrádióvá vált. Híres és még fel nem fedezett tehetségek is megtalálhatók a rádió műsoraiban. A rádió kiemelkedő minősége már a határon túl is magára vonta az előadók figyelmét és egyre több külföldi lemezlovas is felbukkan a műsorokban. A Gyál FM hivatalos honlapja

## Érdekességek
- A 2010-es évek vége óta utca viseli a településen Rejtő Jenő egy fiktív regényhőse, Gorcsev Iván nevét.[17]